# 프로마제주

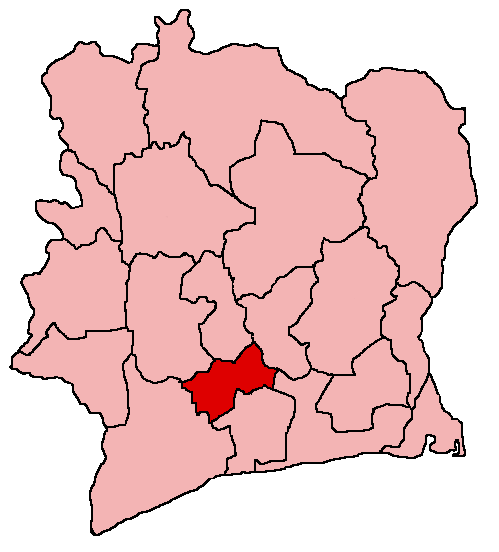
프로마제주

프로마제주(프랑스어: Fromager)는 코트디부아르에 존재했던 행정 구역이다. 주도는 간오아(Gagnoa)이며 면적은 6,900km2, 인구는 679,900명(2002년 기준)이었다. 2개의 하위 행정 구역(간오아, 우메)을 관할했다.